# Ikigami
Ikigami (イキガミ} is een mangareeks van de mangaka Motoro Mase. De serie werd in Japan uitgegeven van 5 augustus 2005 tot 30 september 2009 en wordt sinds 2011 in het Nederlands uitgegeven bij uitgeverij Kana. 
De reeks is niet geschikt voor kinderen. Het bronmateriaal dat vanuit Japan naar de uitgever werd opgestuurd, werd zelfs een tijdje aan de Europese buitengrenzen geblokkeerd, zodat Ikigami 7 een maand later verscheen dan gepland. Vooral Ikigami 8 zou het wantrouwen van de douane hebben opgewekt.
Na de eerste zes delen viel de Nederlandse uitgave voor een jaar stil, maar in 2013 werden ook de laatste vier delen aangekondigd. Sinds 2011 ging er daardoor geen kalenderjaar voorbij zonder dat er delen van Ikigami verschenen.